# マイク・オルト
マイケル・ジョージ・オルト（Michael George Olt, 1988年8月27日 - ）は、 アメリカ合衆国・コネチカット州ニューヘイブン出身の元プロ野球選手（三塁手）。右投右打。

## 経歴

### プロ入りとレンジャーズ時代
コネチカット大学出身。2010年のMLBドラフトでテキサス・レンジャーズから1巡目追補（全体49位）指名され、プロ入り。
2012年の開幕前にはMLB公式サイトから全体で43位のプロスペクトに認定された。8月2日のロサンゼルス・エンゼルス・オブ・アナハイム戦でメジャーデビューを果たすと、第1打席に左翼前にメジャー初安打を記録。8月11日のデトロイト・タイガース戦では代打サヨナラタイムリーを放った。本来は三塁手だが、メジャーではエイドリアン・ベルトレとの兼ね合いから一塁や右翼の守備にも就いた。

### カブス時代
2013年7月22日にマット・ガーザとのトレードで、C.J.エドワーズと共にシカゴ・カブスへ移籍した。
2014年3月3日にカブスと1年契約に合意した。この年はサードで多くの出場機会を得て、最終的には89試合でプレーした。12本塁打を放ってパワーの片鱗を見せた一方、打率.160・出場試合数を大きく上回る100三振を喫し、圧倒的なミート力不足を呈した。
2015年は、クリス・ブライアントがAAA級アイオワ・カブスに置かれた関係で、開幕を先発三塁手で迎えたが、4月12日のコロラド・ロッキーズ戦で死球を受け右手首を負傷したがその時点では打撲と診断されたが、16日に疲労骨折が判明し、17日に15日間の故障者リスト入り、21日に60日間の故障者リストに移動した。7月10日に故障者リストから復帰したが、25人ロースターからは外れ、AAA級アイオワに降格した。8月31日にオースティン・ジャクソンの加入などに伴ってDFAとなった。

### ホワイトソックス時代
2015年9月5日にウェイバー公示を経てシカゴ・ホワイトソックスへ移籍した。ホワイトソックス加入後は24試合に出場し、打率.203・29三振と相変わらずミート力不足は解消されなかったが、8試合に1本の割合となる3本塁打を放ち、パワーをアピールした。守備力も低く、移籍後はサード (20試合) で4失策・守備率.905・DRS - 5、ファースト (5試合) で2失策・守備率.920・DRS0という内容だった。
2016年3月6日にオースティン・ジャクソンの加入に伴ってDFAとなり、翌7日にAAA級シャーロット・ナイツに降格した後、15日に自由契約となった。

### ホワイトソックス退団後
2016年3月17日にサンディエゴ・パドレスとマイナー契約を結んだ。この年は傘下のAA級サンアントニオ・ミッションズとAAA級エル・パソ・チワワズでプレーし、2球団合計で52試合に出場して打率.253・5本塁打・25打点・1盗塁の成績を残した。オフの11月7日にFAとなった。
2017年2月18日にボストン・レッドソックスとマイナー契約を結んだ。オフに自由契約となり、マイナー契約でレッドソックスと再契約。
2018年オフに自由契約となる。
2019年1月28日にミネソタ・ツインズとマイナー契約を結ぶが、開幕前に解雇となる。4月23日に独立リーグ・アトランティックリーグのロングアイランド・ダックスと契約したが、6月20日に解雇となる。7月6日にメキシカンリーグのラグナ・ユニオン・コットンファーマーズと契約するが、8試合の出場で29打数5安打を喫し、7月15日に解雇となる。10月25日に現役引退を表明した。

## 詳細情報

### 年度別打撃成績
| 年 度     | 球 団     | 試 合 | 打 席 | 打 数 | 得 点 | 安 打 | 二 塁 打 | 三 塁 打 | 本 塁 打 | 塁 打 | 打 点 | 盗 塁 | 盗 塁 死 | 犠 打 | 犠 飛 | 四 球 | 敬 遠 | 死 球 | 三 振 | 併 殺 打 | 打 率 | 出 塁 率 | 長 打 率 | O P S |
| --------- | --------- | ----- | ----- | ----- | ----- | ----- | -------- | -------- | -------- | ----- | ----- | ----- | -------- | ----- | ----- | ----- | ----- | ----- | ----- | -------- | ----- | -------- | -------- | ----- |
| 2012      | TEX       | 16    | 40    | 33    | 2     | 5     | 1        | 0        | 0        | 6     | 5     | 1     | 1        | 0     | 2     | 5     | 0     | 0     | 13    | 1        | .152  | .250     | .182     | .432  |
| 2014      | CHC       | 89    | 258   | 225   | 23    | 36    | 8        | 0        | 12       | 80    | 33    | 0     | 1        | 0     | 5     | 25    | 0     | 3     | 100   | 3        | .160  | .248     | .356     | .604  |
| 2015      | CHC       | 6     | 16    | 15    | 1     | 2     | 0        | 0        | 1        | 5     | 1     | 0     | 0        | 0     | 0     | 0     | 0     | 1     | 6     | 0        | .133  | .188     | .333     | .521  |
| 2015      | CHW       | 24    | 86    | 79    | 6     | 16    | 0        | 0        | 3        | 25    | 4     | 0     | 1        | 0     | 0     | 7     | 0     | 0     | 29    | 2        | .203  | .267     | .316     | .584  |
| '15計     | CHW       | 30    | 102   | 94    | 7     | 18    | 0        | 0        | 4        | 30    | 5     | 0     | 1        | 0     | 0     | 7     | 0     | 1     | 35    | 2        | .191  | .255     | .319     | .574  |
| 通算：3年 | 通算：3年 | 135   | 400   | 352   | 32    | 59    | 9        | 0        | 16       | 116   | 43    | 1     | 3        | 0     | 7     | 37    | 0     | 4     | 148   | 6        | .168  | .250     | .330     | .580  |

- 2016年度シーズン終了時

### 背番号
- 9（2012年）
- 30（2014年）
- 20（2015年 - 同年途中）
- 24（2015年途中 - 同年終了）